# شارل غاياردو
شارل غاياردو (بالفرنسية:Charles Gaillardot) (1814 - 1883) كان طبيبًا وعالمًا طبيعيًا فرنسيًا.في عام 1837 عُيِّن أستاذاً للتاريخ الطبيعي في كلية الطب في القاهرة، وبعد ذلك قضى في حياته المهنية أكثر من عشرين عامًا كطبيب في مستشفى عسكري في صيدا. في عام 1863 أصبح اختصاصيًا صحيًا في الإسكندرية، ثم في عام 1875 عُيَّن مديرًا لكلية الطب بالقاهرة. بالإضافة إلى واجباته الطبية، أجرى أبحاثًا نباتية وحيوانية وجيولوجية وأثرية في مصر والشرق الأوسط.

## الجوائز
- وسام جوقة الشرف من رتبة فارس

## وصلات خارجية
- شارل غاياردو معرف النظام الجامعى للتوثيق
- شارل غاياردو اختصار رسمي لعالم نباتي
- 0000 0501 9027 شارل غاياردو المعرف المعياري الدولي للاسماء
- شارل غاياردو معرف المكتبة الوطنية الفرنسية (BnF)
- شارل غاياردو معرف بلودهاوند
- شارل غاياردو معرف شخص في لجنة العمل التاريخي والعلمي
- شارل غاياردو معرف فهرس هارفارد لعلماء النبات
- شارل غاياردو معرف مؤلف في المؤشر الدولي لاسماء النباتات
- شارل غاياردو معرف ملف استنادي دولي افتراضى (VIAF)